# Billy van Duijl
Billy van Duijl (Volendam, 4 oktober 2005) is een Nederlands voetballer die als verdediger voor Jong AZ speelt.

## Clubcarrière
Billy van Duijl speelde in de jeugd van RKAV Volendam en FC Volendam. In april 2022 maakte hij de overstap naar Jong FC Volendam. Nadat het eerste elftal van Volendam in 2022 naar de Eredivisie promoveerde, kreeg Van Duijl in de laatste twee wedstrijden van het seizoen een kans. Hij debuteerde voor Volendam op 29 april 2022, in de met 3-2 verloren uitwedstrijd tegen FC Dordrecht. Hij kwam in de 74e minuut in het veld voor Boy Deul. In juni 2022 tekende hij een contract tot medio 2025.
Door afwezigheid van meerdere verdedigers verscheen de 16-jarige Van Duijl in de basisopstelling van FC Volendam voor de seizoensopnener in de Eredivisie tegen FC Groningen. Hij werd hiermee de eerste eredivisievoetballer die is geboren in 2005. Een week later mocht Van Duijl in de eerste thuiswedstrijd tegen N.E.C. (1-4 nederlaag) wederom in de basis startten. Nadien kwam hij echter niet voor in de plannen van trainer Wim Jonk, die hem enkel nog minuten gunde als invaller in de slotwedstrijd van het seizoen tegen SBV Excelsior.
Na in het seizoen 2023/24 enkel minuten gemaakt te hebben in het tweede elftal, vervolgde Van Duijl in juni 2024 zijn carriere bij AZ, waar hij in eerste instantie aansloot bij het beloftenteam.

## Clubstatistieken

#### Beloften
| Seizoen                    | Club             | Land            | Competitie          | Competitie | Competitie | Overig | Overig | Totaal | Totaal |
| Seizoen                    | Club             | Land            | Competitie          | Wed.       | Dlp.       | Wed.   | Dlp.   | Wed.   | Dlp.   |
| -------------------------- | ---------------- | --------------- | ------------------- | ---------- | ---------- | ------ | ------ | ------ | ------ |
| 2021/22                    | Jong FC Volendam | Nederland       | Tweede divisie      | 6          | 0          | 2      | 0      | 8      | 0      |
| 2022/23                    | Jong FC Volendam | Nederland       | Tweede divisie      | 27         | 1          | –      | –      | 27     | 1      |
| 2023/24                    | Jong FC Volendam | Nederland       | Onder 21 competitie | 22         | 0          | –      | –      | 22     | 0      |
| Totaal beloften            | Totaal beloften  | Totaal beloften | Totaal beloften     | 55         | 1          | 2      | 0      | 57     | 1      |
| Bijgewerkt t/m 1 juli 2024 |                  |                 |                     |            |            |        |        |        |        |

#### Senioren
| Seizoen                    | Club            | Land            | Competitie      | Competitie | Competitie | Beker | Beker | Overig | Overig | Totaal | Totaal |
| Seizoen                    | Club            | Land            | Competitie      | Wed.       | Dlp.       | Wed.  | Dlp.  | Wed.   | Dlp.   | Wed.   | Dlp.   |
| -------------------------- | --------------- | --------------- | --------------- | ---------- | ---------- | ----- | ----- | ------ | ------ | ------ | ------ |
| 2021/22                    | FC Volendam     | Nederland       | Eerste divisie  | 2          | 0          | 0     | 0     | –      | –      | 2      | 0      |
| 2022/23                    | FC Volendam     | Nederland       | Eredivisie      | 3          | 0          | 0     | 0     | –      | –      | 3      | 0      |
| 2023/24                    | FC Volendam     | Nederland       | Eredivisie      | 0          | 0          | 0     | 0     | –      | –      | 0      | 0      |
| Totaal senioren            | Totaal senioren | Totaal senioren | Totaal senioren | 5          | 0          | 0     | 0     | 0      | 0      | 5      | 0      |
| Carrièretotaal             | Carrièretotaal  | Carrièretotaal  | Carrièretotaal  | 38         | 1          | 0     | 0     | 2      | 0      | 40     | 1      |
| Bijgewerkt t/m 1 juli 2024 |                 |                 |                 |            |            |       |       |        |        |        |        |